# Proissans
Proissans – miejscowość i gmina we Francji, w regionie Nowa Akwitania, w departamencie Dordogne.
Według danych na rok 1990 gminę zamieszkiwały 692 osoby, a gęstość zaludnienia wynosiła 39 osób/km² (wśród 2290 gmin Akwitanii Proissans plasuje się na 584. miejscu pod względem liczby ludności, natomiast pod względem powierzchni na miejscu 624.).